# Stomatozyt
Stomatozyten (von griechisch stoma = Mund) sind rote Blutkörperchen (Erythrozyten) mit einer im Mikroskop sichtbaren zentralen, schlitz- oder mundförmigen Aufhellung.
Die Ursachen für diese Formveränderungen sind vielfältig. Eine wichtige Rolle für die Entstehung dieser schlitzförmigen zentralen Aufhellung scheint die Ausdehnung der inneren Lamelle der Lipiddoppelschicht der Zellmembran zu spielen.
Neben dem Vorkommen von vereinzelten Stomatozyten im Blutausstrich bei Gesunden gibt es auch ein vermehrtes Vorkommen (Stomatozytose) bei gewissen Sekundärerkrankungen und einer vererbten Form. Stomatozyten können auch als Artefakt in dicken Bereichen des Blutausstrichs entstehen.
Die häufigste Ursache der Stomatozytose ist eine Alkoholintoxikation oder alkoholbedingte Lebererkrankung. Dabei finden sich neben den Stomatozyten auch Makrozyten. Eine andere Ursache für das vermehrte Auftreten von Stomatozyten im Blutausstrich ist die hereditäre (vererbte) Stomatozytose. Dabei finden sich 10–30 % Stomatozyten im Blutausstrich. Die hereditäre Stomatozytose zählt zu den hämolytischen Anämien.